# Pete Buttigieg
Peter Paul Montgomery "Pete" Buttigieg, född 19 januari 1982 i South Bend, Indiana, är en amerikansk politiker för det demokratiska partiet. Den 3 februari 2021 blev han USA:s transportminister i Joe Bidens kabinett. En tjänst som han fick lämna efter att Donald Trump blev president i januari 2025.
Buttigieg studerade som ung vid Harvard college och var borgmästare i South Bend från 1 januari 2012 till 1 januari 2020. 2014 var han i Afghanistan i sju månader för att delta i militär verksamhet. Buttigieg var en av demokraternas kandidater inför presidentvalet i USA 2020. 
Buttigieg beskriver sig själv som progressiv och stödjer "demokratisk kapitalism". Buttigieg har även uppmärksammats som den första öppet homosexuella demokratiska presidentkandidaten i USA. Den 15 december 2020 tillkännagav USA:s blivande president Joe Biden att han skulle nominera Buttigieg till transportminister. Han är även den första öppet homosexuella ministern i USA:s historia.

## Uppväxt och utbildning
Buttigieg föddes i South Bend i Indiana, och hans föräldrar Jennifer Anne (Montgomery) och Joseph Buttigieg var båda professorer på University of Notre Dame. Fadern är invandrare från Ħamrun på Malta, medan moderns släkt har bott i Indiana i flera generationer.
Buttigieg utexaminerades från St. Joseph High School i South Bend, Indiana 2000, och därefter från Harvard College 2004, med Bachelor of Arts-examen i historia och litteratur.

## Borgmästare i South Bend, Indiana

### Första perioden
Buttigieg valdes till borgmästare i South Bend år 2011, tack vare att nästan 11000 av de omkring 15000 röstande la sin röst på honom. Tjänsten som borgmästare inleddes i januari 2012, då han endast var 29 år. Därmed var han den näst yngsta borgmästaren i South Bends historia och även den yngsta borgmästaren i någon stad med över 100.000 invånare.
2012, i början av sin första mandatperiod, tog Pete Buttigieg ett beslut som han senare beskrivit som ett misstag. Beslutet var att be stadens polischef Darryl Boykins att avgå efter att en federal undersökning visat att den lokala polisen ägnat sig åt illegal avlyssning. Boykins, som var stadens första afroamerikanske polischef, gjorde som Buttigieg föreslog och avgick. Men redan nästa dag krävde han, uppbackad av supportrar och jurister, att bli återinsatt. Boykins stämde också staden för diskriminering på rasmässig grund. Buttigieg lät processen lösas genom att göra upp i godo, med 800.000 dollar i ersättning till  Boykins 
Buttigieg medverkade som borgmästare till utförsäljningen av 71 stadsägda fastigheter. Däribland det före detta huvudkontoret och fabriken för Bendix Corporation vilket staden sålde till Curtis Products år 2014 och LaSalle Hotel, vilket efter försäljningen blev lägenheter. Buttigieg förhandlade också kring försäljningen av den stadsägda "Blackthorn Golf Course".
Under sin första mandatperiod som borgmästare var Buttigieg också en drivande kraft bakom installationen av laserbelysning  längs med stadens flod, St. Joseph River, som offentlig konst. Projektet kostade 700.000 dollar och finansierades med hjälp av privata donationer.

### Andra perioden
Buttigieg meddelade att han avsåg kandidera för en andra period som borgmästare under 2014 och i november 2015 återvaldes han. Detta efter att först ha vunnit omröstningen inom det Demokratiska Partiet och sedan också besegrat republikanernas kandidat Kelly Jones med röstsiffrorna 80 procent mot 20 procent. 
.
Under Buttigiegs andra period som borgmästare genomfördes också den stadsutvecklingsplan för downtown South Bend som han varit drivande för under sin första period. Stadsplanen bestod bland annat i olika åtgärder för att göra trafiken lugnare, stråk av cykelbanor, färre enkelriktade vägar samt fler planteringar och grönområden.
Buttigieg kandiderade inte för en tredje mandatperiod som borgmästare utan stödde istället kandidaten James Mueller, en bekant från high school och som Buttigieg även arbetat ihop med under tiden som borgmästare. Muellers kampanjteam lovade att fortsätta på den väg som Buttigieg slagit in på för stadens utveckling 

## Kandiderar till att bli ordförande för DNC 2017

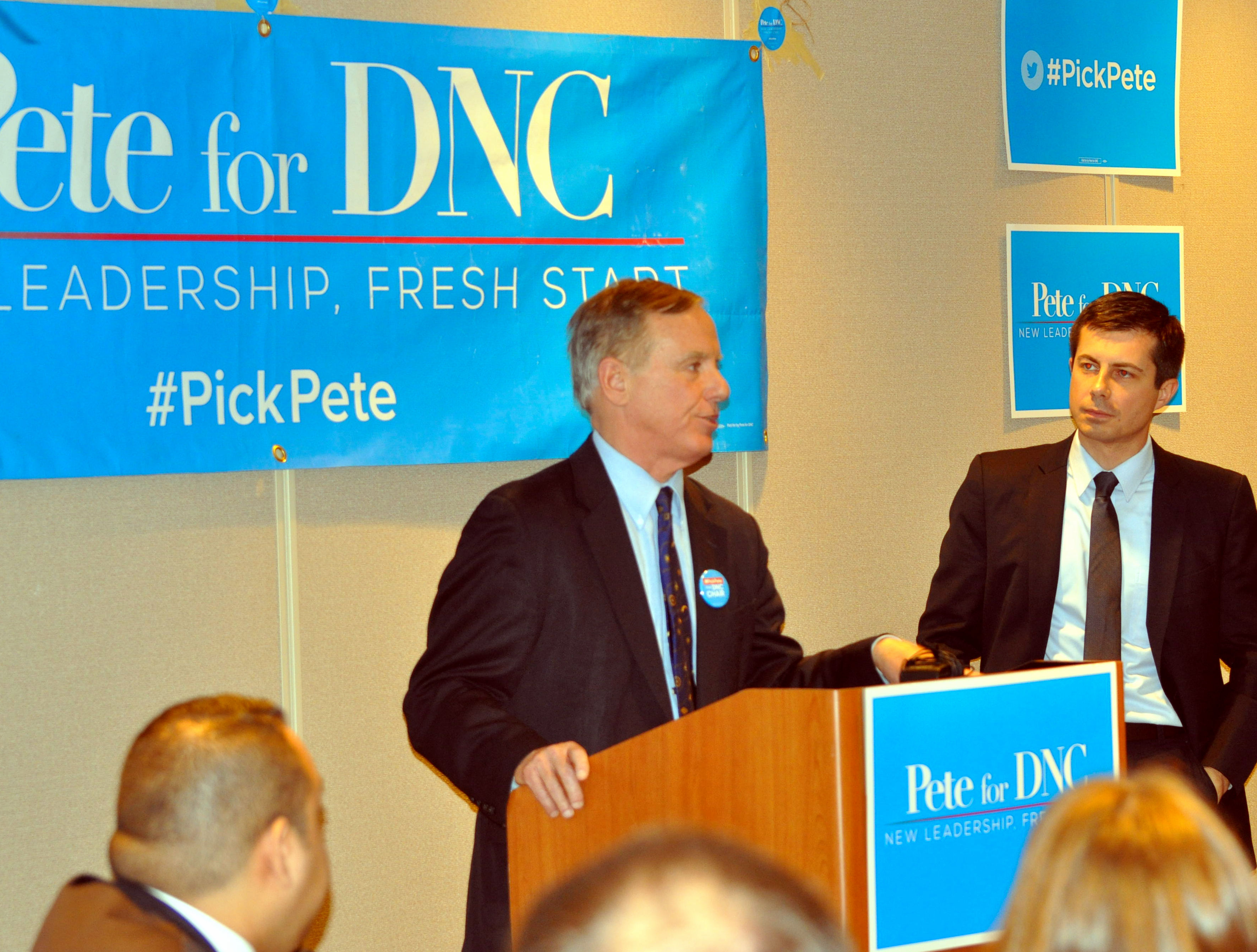
Howard Dean deklarerar sin support för Buttigieg i DNC:s ordförandeval 2017.

I januari 2017 gick Buttigieg ut med att han kandiderar till att bli ordförande för DNC (Democratic National Committee) Med hjälp av uppbackning och stödd från den förre  DNC-ordföranden Howard Dean, de före detta guvernören i Maryland Martin O'Malley, senatorn Joe Donnelly från Indiana och senatorn  Heidi Heitkamp från North Dakota sökte han marknadsföra sig som en uppstickare, en "dark horse" i valet av ny ordförande. Han framhöll inte minst att den åldrande DNC-kommittén borde föryngra sig som skäl för sin kandidatur.

## Presidentvalet 2020
Buttigieg var en av demokraternas kandidater inför presidentvalet i USA 2020 och lanserade sin presidentvalskampanj den 14 april 2019. Under 2019 låg han en bit efter topptrion, Joe Biden, Bernie Sanders och Elizabeth Warren i de flesta opinionsundersökningar. Men i caucusen i Iowa den 3 februari 2020 fick Buttigieg med sig flest delegater av alla och han fick även näst flest röster efter Bernie Sanders. I primärvalet i New Hampshire en vecka senare blev det ett liknande resultat, också med Buttigieg strax efter Sanders i antal röster. Han avslutade sin kandidatur den 1 mars 2020.

### Utspel, åsikter och politiskt program

#### Hälsovård
Buttigieg förespråkar inte samma system som Bernie Sanders, det vill säga inte "Medicare for All", där allt är offentlig vård och sköts och betalas via skatten. Detta eftersom han menar att privata sjukförsäkringar har en roll också och bör så ha även i fortsättningen. Sitt eget förslag, där privata försäkringar ingår för dem som så önskar, kallar han istället för "Medicare for All Who Want It".

#### Skatter och automatisering

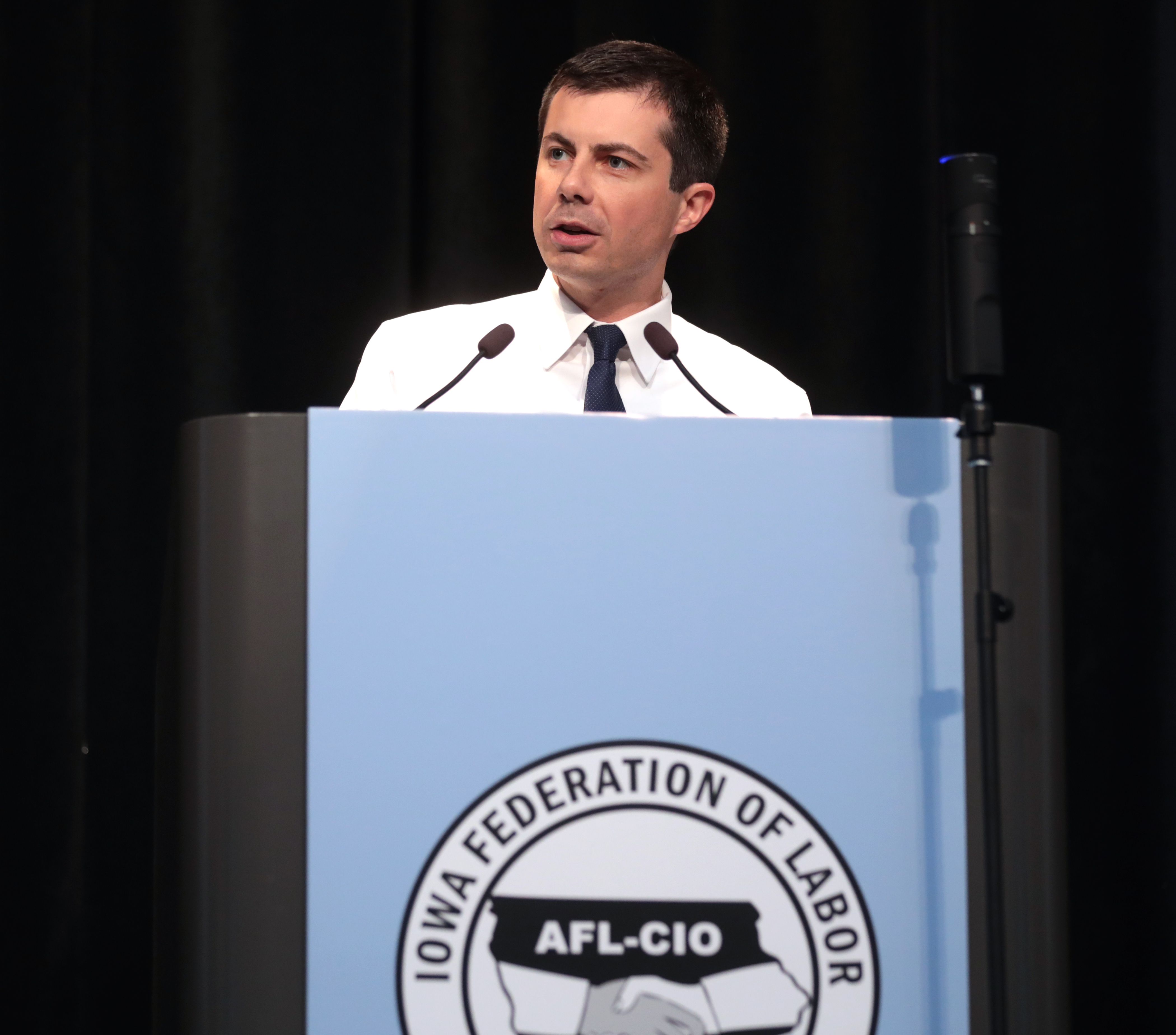
Buttigieg håller ett tal vid Iowa Federation of Labor Convention 2019.

Buttigieg har vid flera tillfällen poängterat att det är automatiseringen som är den bakomliggande orsaken till den stora minskningen av jobb inom tillverkningsindustrin i USA.  Han poängterar också vikten av samarbete med fackföreningar kring dessa och andra frågor. 
Avseende skatterna i USA har Buttigieg som presidentkandidat med tillhörande kampanjteam bland annat följande planer:
- Att marginalskattesatsen för de högsta inkomsterna höjs.

- Att Trumps skattesänkningar tas bort och att företagens inkomstskattesats återställs till 35%.

- Att införa en skatt på finansiella transaktioner.

- Att skatt på kapitalvinst likställs med skatt på arbete.

- Att en koldioxidskatt införs, för att bromsa utsläppen och bekämpa den globala uppvärmningen.

- Att öka skatteavdraget vid  anställning av praktikanter i landsbygdsområden och i särskilt utsatta områden.

#### Miljö
- Buttigieg har sagt att om han blir president då kommer han att se till att USA åter förbinder sig till Parisavtalet. Och även att USA fördubblar sin insats till Green Climate Fund.

- En miljöåtgärd som han särskilt stöder är subventioner till upprättande av solpaneler.

#### Abort
Buttigieg månar om aborträttigheterna och vill inte se dem inskränkta.

#### Donald Trump
- Pete Buttigieg är starkt kritisk till Donald Trump som amerikansk president och stödde riksrättsprocessen mot   Trump, vilken ägde rum 2020.

### Övrigt
- Buttigieg stöder ett avskaffande av dödsstraffet.[47]

### Demokratiska partiets primärdebatter

#### Första debatten
Den första av primärvalsdebatterna för det Demokratiska partiet skedde under två kvällar, den 26 och 27 juni, i Miami, Florida. Buttigieg deltog den 27 juni, tillsammans med nio andra kandidater, däribland Joe Biden och Bernie Sanders. Buttigiegs taltid i debatten blev 10.5 minuter, vilket var mer än de flesta men något mindre än Joe Bidens och Bernie Sanders taltider. 

#### Andra debatten
Den andra debatten hölls den 30 och 31 juli i Detroit, Michigan, även då med tjugo deltagare, 10 under varje kväll. Buttigieg deltog i den första av kvällarna och ställdes bland annat mot Bernie Sanders och Elizabeth Warren. Debatten präglades av en diskussion mellan de kandidater som brukar kallas "moderate" (svenska: ungefär mittenorienterade demokrater), till vilka Buttigieg räknas, och dem som brukar kallas mer progressiva, dit exempelvis Sanders och Warren brukar räknas. Skillnaden i politik mellan dessa grupper märktes bland annat i olika syn på Medicare for All-förslaget och knutet till detta de privata sjukförsäkringarna.

#### Tredje debatten
Den tredje debatten arrangerades i Houston den 12 september 2019. På grund av högre krav för deltagande i debatten hade antalet presidentkandidater nu reducerats till tio personer. Förutom Pete Buttigieg deltog även Joe Biden, Cory Booker, Julian Castro, Kamala Harris, Amy Klobuchar, O'Rourke, Bernie Sanders, Elizabeth Warren och Andrew Yang. Buttigiegs taltid i debatten blev 11.4 minuter, vilket var strax under medelvärdet, det vill säga att några kandidater hade längre taltid men några hade också kortare.

#### Fjärde debatten
Den fjärde debatten anordnades i Westerville, Ohio den 15 oktober 2019. Tolv presidentkandidater deltog, däribland Buttigieg. Denna gång blev hans taltid 13 minuter, vilket var något mer än medelvärdet.

#### Femte debatten
Den femte debatten hölls den 20 november i Atlanta, Georgia. Strax före debatten hade Buttigieg fått väldigt bra resultat i opinionsmätningarna i Iowa. Från att ha legat på nio procent i mätningarna i Iowa i september visade den senaste mätningen, utförd av opinionsinstitutet Selzer, på hela 25 procent. I samma opinionsmätning fick Elizabeth Warren 16 procent och både Joe Biden och Bernie Sanders hade 15 procent. Trots att Buttigieg alltså plötligt var "frontrunner", åtminstone i Iowa, så fick han dock förvånansvärt lite kritik av de övriga på scenen. Den enda som kritiserade honom lite grand var Tulsie Gabbard, mot slutet av debatten.

#### Caucusen i Iowa
Caucusen i Iowa genomfördes traditionsenligt den 3 februari 2020 och bestod av två omgångar. Först hölls en första omgång där caucus-deltagarna fick ställa sig i olika delar av lokalen beroende på vilken kandidat de ville visa stöd för. Sedan kom en andra omgång där deltagarna endast fick välja mellan de kandidater som fick flest röster i omgång ett. Pete Buttigieg gjorde ett bra resultat, vilket låg i linje med opinonsundersökningarna, och kan sägas ha vunnit caucusen, alternativt delat segern med Bernie Sanders.
| Kandidat         | Första omgången (%) | Andra omgången (%) | Nationella delegater |
| ---------------- | ------------------- | ------------------ | -------------------- |
| Pete Buttigieg   | 21.3                | 25.0               | 14                   |
| Bernie Sanders   | 24.4                | 26.5               | 12                   |
| Elizabeth Warren | 18.6                | 20.3               | 8                    |
| Joe Biden        | 14.9                | 13.7               | 6                    |
| Amy Klobuchar    | 12.7                | 12.2               | 1                    |
| Andrew Yang      | 5.0                 | 1.0                | 0                    |
| Tom Steyer       | 1.7                 | 0.2                | 0                    |

#### Åttonde debatten i New Hampshire
Den åttonde debatten, i Manchester, New Hampshire den 7 februari 2020, hade sju presidentkandidater på scenen, inklusive Pete Buttigieg. 
Inför debatten hade Bernie Sanders gått till attack mot Buttigieg genom att hävda att han knappast var att lita på ur arbetarklassens perspektiv med tanke på alla bidrag han fått från miljardärer. Enligt Sanders hade Buttigieg fått donationer från hela 40 miljardärer, inklusive VD:arna från de största läkemedelsbolagen, oljebolagen och Wall Street. 
Under själva debatten fick Buttigieg fortsatt kritik inte bara från Sanders, utan även från flertalet av de övriga presidentkandidaterna.  Inte minst från Amy Klobuchar som menade att Buttigieg också är olämplig som amerikansk president på grund av sin oerfarenhet av politiskt arbete på den federala nivån.

#### Caucusen i South Carolina
Efter att ha kommit på fjärde plats med 8,2 procent av rösterna den 29 februari 2020 meddelade Pete Buttigieg att han avslutade sin kampanj för presidentvalet 2020. Detta beslut meddelades den 1 mars.

### Opinionsundersökningar
Efter att han legat på mellan fem och tio procent i de nationella mätningarna under merparten av 2018 och 2019 blev det gradvis bättre opinionsstöd under hösten 2019. Särskilt bra gick det under hösten 2019 i Iowa och New Hampshire, där Buttigieg enligt en mätning från den 21 november till och med gått upp i ledningen.
Ett stort och omtalat problem för Buttigieg är dock hans låga popularitetssiffror bland afroamerikanska väljare. Enligt en mätning från hösten 2019 upplevs han som godtagbar för endast 27 procent av de afroamerikanska väljarna. Det är betydligt lägre än exempelvis Bernie Sanders som i samma mätning var godtagbar för ca 55 procent ur denna grupp. Buttigieg har sökt att kontra detta på olika sätt, inte minst genom lanseringen av sin "Douglas Plan", en plan för att komma åt och minska den strukturella diskriminering inom bland annat polis, hälsovård och skola.

## Röster om Buttigieg
Historikern David Mislin ser Buttigieg som en pragmatisk progressiv politiker i samma tradition som Social Gospel-rörelsen som förr i tiden var betydande i den amerikanska  Mellanvästern..

## Privatliv
Buttigieg är en hängiven anglikan och han har sagt att hans tro har haft ett starkt inflytande på honom.
Buttigieg har kunskaper i flera språk. Han pratar lite norska och har lite kunskaper i spanska, italienska, maltesiska, arabiska, dari och franska.
I december 2017 meddelade Buttigieg att han förlovat sig med gayaktivisten Chasten Buttigieg, då Glezman. Paret gifte sig den 16 juni 2018, de berättade 2021 att de blivit föräldrar genom att adoptera tvillingar.